# Langue classique

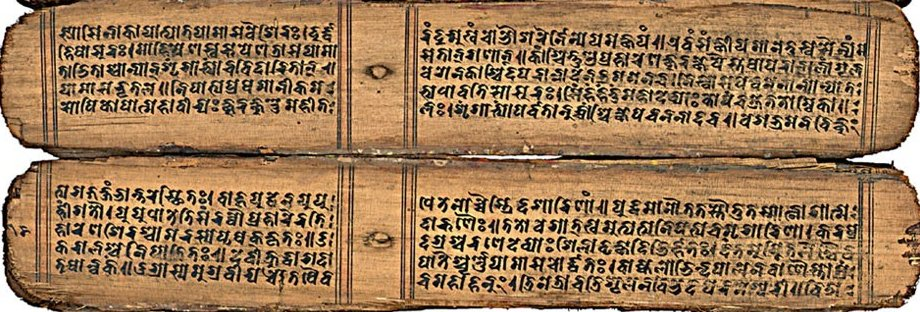
Une feuille de palmier du XIe siècle contenant des écrits classiques sanskrits en écriture népalaise Bhujmol.

En sociolinguistique, une langue classique est une langue dotée de prestige au sein d'une culture donnée, en tant que porteuse d'une littérature qui y est considérée comme classique : ancienne, fondatrice, digne d'être enseignée et imitée.
L'expression s'utilise largement par opposition avec la langue vernaculaire, qui est celle du quotidien. La langue classique peut être une variété de prestige du vernaculaire, ou en être complètement différente. Il peut s'agir d'une langue vivante (généralement sous une forme ancienne, mais encore intelligible par les locuteurs actuels), ou d'une langue morte : dans ce dernier cas, on préfère souvent parler de langue ancienne pour indiquer simultanément que la langue n'est plus vernaculaire mais qu'elle est toujours largement lue et éventuellement écrite.
Exemples de langues classiques de très grande extension :
- le latin et le grec ancien en Europe et par extension en Occident
- le persan et  l'arabe classique dans le monde arabo-musulman
- le sanskrit en Asie du Sud et du Sud-Est
- le chinois classique en Asie de l'Est.

Exemples de langues classiques plus locales :
- le sumérien et l'akkadien en Mésopotamie antique
- le moyen égyptien dans l'Egypte antique
- l'arménien classique
- le français classique
- l'ancien japonais
- l'ancien tamoul de la littérature tamoule classique
- le tibétain classique
- le vieux norrois en Islande et en Scandinavie.